# Colom imperial argentat
El colom imperial argentat (Ducula spilorrhoa) és una espècie d'ocell de la família dels colúmbids (Columbidae) que habita boscos, manglars i cocoters de Nova Guinea, les illes Aru, els arxipèlags D'Entrecasteaux i Louisiade, illes de l'Estret de Torres, Lord Howe i Austràlia des de l'extrem nord-est d'Austràlia Occidental cap a l'est fins a Queensland.